# Chlidonoptera vexillum
Chlidonoptera vexillum es una especie de mantis de la familia Hymenopodidae.

## Distribución geográfica
Se encuentra en el Camerún Congo y Tanzania.